# Tupiperla sulina
Tupiperla sulina är en bäcksländeart som beskrevs av Froehlich 1998. Tupiperla sulina ingår i släktet Tupiperla och familjen Gripopterygidae. Inga underarter finns listade i Catalogue of Life.